# Изборна скупштина САНУ 2021.
Изборна скупштина за избор нових чланова Српске академије наука и уметности (САНУ), која се организује на сваке три године, одржана је у четвртак 4. новембра 2021. године у Београду у свечаној сали зграде САНУ, са почетком од 11 часова.
На Скупштини се бирају редовни, дописни и инострани чланови. Укупно је предложено 54 кандидата и то 13 кандидата да се из дописних унапреде у редовне чланове, 36 кандидата за нове дописне и 5 кандидата за иностране чланове. На овој скупштини изабрано је 12 редовних чланова, 13 дописних чланова и 5 иностраних чланова.
Пре ове скупштине САНУ је имала 88 редовних и 31 дописног члана, а после 100 редовних и 32 дописна члана.

## Припреме
Председништво САНУ је октобра 2020. објавило позив у коме наводи ко може да предложи кандидате за чланове САНУ, као и „Посебно упутство са критеријумима за циклус избора у чланство САНУ у 2021. години“. По том упутству рок за предају предлога за редовне и дописне чланове које не предлаже одељење САНУ или Огранак САНУ у Новом Саду био је 31. јануар 2021.
У петак 5. фебруара 2021. одржана је Конференција за новинаре у САНУ на којој су главна тема били избори у чланство САНУ 2021. Тада су се јавности обратили Зоран Кнежевић, генерални секретар САНУ и Антоније Ђорђевић, председник Комисије за праћење избора САНУ. Они су упознали јавност са даљим током и временским оквиром припрема за изборе. До тада је пристигла једна група предлога са укупно 58 кандидата за дописне чланове и једног кандидата за иностраног члана. Највише предлога (15) стигло је за Одељење уметности које је претходне године добило тај назив као наследник Одељења ликовне и музичке уметности.
Тада је изложен план да први круг гласања по Одељењима буде завршен до краја маја, а у јуну да се предлози за кандидате који су добили натполовичну или двотрећинску већину прослеђују Председништву. У септембру да се са тим резултатима упознаје јавност и буду одређене три недеље као рок за достављање примедби. Током октобра би се сви чланови САНУ упознали са предлозима који су прошли гласање, и на крају се главни избори одржавају 4. новембра, на Изборној скупштини САНУ.
Медији су од фебруара до јуна 2021. писали о пријављеним кандидатима наводећи имена пријављених који су више познати јавности, као и делимичне резултате интерних гласања по одељењима.
Комисија је водила рачуна да укупан број чланова у радном саставу, редовних и дописних, после изборне скупштине не може да буде већи од 160 јер је то оганичење одређено изменом статута САНУ 2017. године. Истом изменом статута предвиђено је да свако одељење може имати највише 25 чланова у радном саставу. САНУ је пристиглу изборну грађу дала на увид јавности од 31. августа до 20. септембра 2021. Тада су установе, удружења и појединци могли да у писаној форми подносе Председништву САНУ приговоре на реферате за избор кандидата и на мишљења одељења САНУ. Рок предвиђен за приговоре био је 21. септембар 2021. Том приликом су основне информације о предложеним кандидатима за изборну скупштину објављене на интерент презентацији САНУ, информације су пренели и медији.
За избор дописних и иностраних чланова било је потребно 58 гласова, а за избор редовних чланова, о чему одлучују само редовни чланови, 43 гласа. На самој скупштини гласало је 104 члана, 75 редовних и 29 дописних.

## Кандидати

### Изабрани чланови
Коначни списак кандидата за чланове САНУ формиран је према информацијама са сајта САНУ: На овој скупштини изабрани су следећи предложени кандидати:
| Име и презиме      | Год. рођења | Струка                 | Одељење                           |
| ------------------ | ----------- | ---------------------- | --------------------------------- |
| Владимир Ракочевић | 1953.       | математичар            | за математику, физику и гео-науке |
| Владица Цветковић  | 1964.       | геолог                 | за математику, физику и гео-науке |
| Милош Ђуран        | 1952.       | хемичар                | хемијских и биолошких наука       |
| Велимир Попсавин   | 1951.       | хемичар                | хемијских и биолошких наука       |
| Слободан Вукосавић | 1962.       | инжењер електротехнике | техничких наука                   |
| Велимир Радмиловић | 1948.       | инжењер металургије    | техничких наука                   |
| Горан Станковић    | 1962.       | кардиолог              | медицинских наука                 |
| Бела Балинт        | 1952.       | хематолог              | медицинских наука                 |
| Марко Бумбаширевић | 1954.       | микрохирург            | медицинских наука                 |
| Миодраг Марковић   | 1962.       | историчар уметности    | историјских наука                 |
| Славенко Терзић    | 1949.       | историчар              | историјских наука                 |
| Светислав Божић    | 1954.       | композитор             | уметности                         |

| Име и презиме     | Год. рођења | Струка                 | Одељење                           |
| ----------------- | ----------- | ---------------------- | --------------------------------- |
| Игор Долинка      | 1973.       | математичар            | за математику, физику и гео-науке |
| Марјан Никетић    | 1961.       | биолог                 | хемијских и биолошких наука       |
| Жељко Томановић   | 1966.       | биолог                 | хемијских и биолошких наука       |
| Миодраг Михаљевић | 1955.       | инжењер                | техничких наука                   |
| Владимир Срдић    | 1961.       | инжењер технологије    | техничких наука                   |
| Владан Девеџић    | 1959.       | инжењер електротехнике | техничких наука                   |
| Миодраг Лома      | 1957.       | историчар књижевности  | језика и књижевности              |
| Миливој Ненин     | 1956.       | филолог                | језика и књижевности              |
| Драган Богетић    | 1953.       | политиколог            | историјских наука                 |
| Мрђан Бајић       | 1957.       | вајар                  | уметности                         |
| Дејан Мијач       | 1934-2022   | режисер                | уметности                         |
| Миодраг Табачки   | 1947.       | сценограф              | уметности                         |
| Слободан Шијан    | 1946.       | режисер                | уметности                         |

| Име и презиме              | Год. рођења | Струка            | Одељење                           |
| -------------------------- | ----------- | ----------------- | --------------------------------- |
| Часлав Брукнер             | 1967.       | физичар           | за математику, физику и гео-науке |
| Слободан Симоновић         | 1949.       | инжењер грађевине | техничких наука                   |
| Наталија Нарочницка        | 1948.       | историчар         | историјских наука                 |
| Гинтер Принцинг            | 1943.       | историчар         | историјских наука                 |
| Никита Сергејевич Михалков | 1945.       | режисер           | уметности                         |

### Кандидати који нису изабрани
У наредне две табеле на списковима се налазе кандидати који су бирани на изборној скупштини 4. новембра 2021. али нису изабрани за чланове САНУ.
| Име и презиме        | Год. рођења | Струка  | Одељење                           |
| -------------------- | ----------- | ------- | --------------------------------- |
| Бранислав Јеленковић | 1950.       | физичар | за математику, физику и гео-науке |

| Име и презиме            | Год. рођења | Струка                 | Одељење                           |
| ------------------------ | ----------- | ---------------------- | --------------------------------- |
| Драган Ђорђевић          | 1970.       | математичар            | за математику, физику и гео-науке |
| Магдалена Ђорђевић       | 1976.       | физичар                | за математику, физику и гео-науке |
| Вељко Милутиновић        | 1951.       | инжењер електротехнике | за математику, физику и гео-науке |
| Есма Исеновић            | 1966.       | биолог                 | хемијских и биолошких наука       |
| Игор Пашти               | 1984.       | физикохемичар          | хемијских и биолошких наука       |
| Бранимир Гргур           | 1959.       | инжењер технологије    | техничких наука                   |
| Весна Мишковић Станковић | 1957.       | инжењер технологије    | техничких наука                   |
| Владимир Стевановић      | 1960.       | инжењер машинства      | техничких наука                   |
| Биљана Шкрбић            | 1953.       | инжењер технологије    | техничких наука                   |
| Гордана Коцић            | 1957.       | лекар, биохемичар      | медицинских наука                 |
| Михајло Пантић           | 1957.       | историчар књижевности  | језика и књижевности              |
| Драгољуб Ђорђевић        | 1954.       | социолог               | друштвених наука                  |
| Бојан Јовановић          | 1950.       | антрополог             | друштвених наука                  |
| Илија Марић              | 1953.       | филозоф                | друштвених наука                  |
| Мирјана Рашевић          | 1955.       | демограф               | друштвених наука                  |
| Снежана Смедеревац       | 1966.       | психолог               | друштвених наука                  |
| Љубомирка Кркљуш         | 1940.       | историчар права        | историјских наука                 |
| Бојана Крсмановић        | 1968.       | историчар              | историјских наука                 |
| Маријана Рицл            | 1955.       | историчар              | историјских наука                 |
| Весна Бикић              | 1963.       | археолог               | историјских наука                 |
| Бранимир Карановић       | 1950.       | графичар               | уметности                         |
| Александра Вребалов      | 1970.       | композитор             | уметности                         |
| Борислав Стојков         | 1941.       | урбаниста              | уметности                         |

САНУ није на свом сајту објавила списак свих предложених кандидата у току изборног процеса. Међу онима чије се име није нашло на изборној скупштини, јер нису прошли претходне кругове селекције, а били су предложени, медији су наводили следећа имена: Горан Марковић, Ивана Стефановић, Срђан Хофман, Зоран Ерић, Милан Михајловић, Урош Дојчиновић, Милена Драгићевић Шешић, Миодраг Спалевић, Емир Кустурица, Драган Станић, Мило Ломпар, Рајна Драгићевић, Радивоје Микић, Марко Недић, Зорица Несторовић, Радован Бели Марковић, Селимир Радуловић, Горан Максимовић, Мирослав Максимовић, Зоран Живковић, Владан Матијевић, Александар Јовановић, Корнелија Ичин, Михајло Фејса, Милош Арсенијевић, Драган Жунић, Љубиша Митровић, Александар Керковић, Александар Ђурић.
Медији су пренели да су Мило Ломпар и Емир Кустурица одбили кандидатуру. Најстарији предложени кандидат био је спортски новинар Александар Керковић (92 године).
У јуну и почетком септембра 2021. медији су наводили да је укупно 37 кандидата предложено за дописне чланове, међу њима је наведен и архитекта Петар Митковић који је преминуо 24. септембра 2021. па није уврштен у коначан списак кандидата за скупштину иако је прошао све претходне процедуре.